# Direção-Geral do Património Imobiliário (Suécia)
A Direção-Geral do Património Imobiliário (em sueco:  Statens fastighetsverk) é uma agência governamental sueca, subordinada ao Ministério da Finanças.
Está vocacionada para gerir uns 3 000 edifícios que constituem património cultural do país.

A sede da agência está localizada na cidade de Estocolmo, em Järntorget 84.

Conta com 370 funcionários, em atividade no escritório central e nas delegacias regionais.

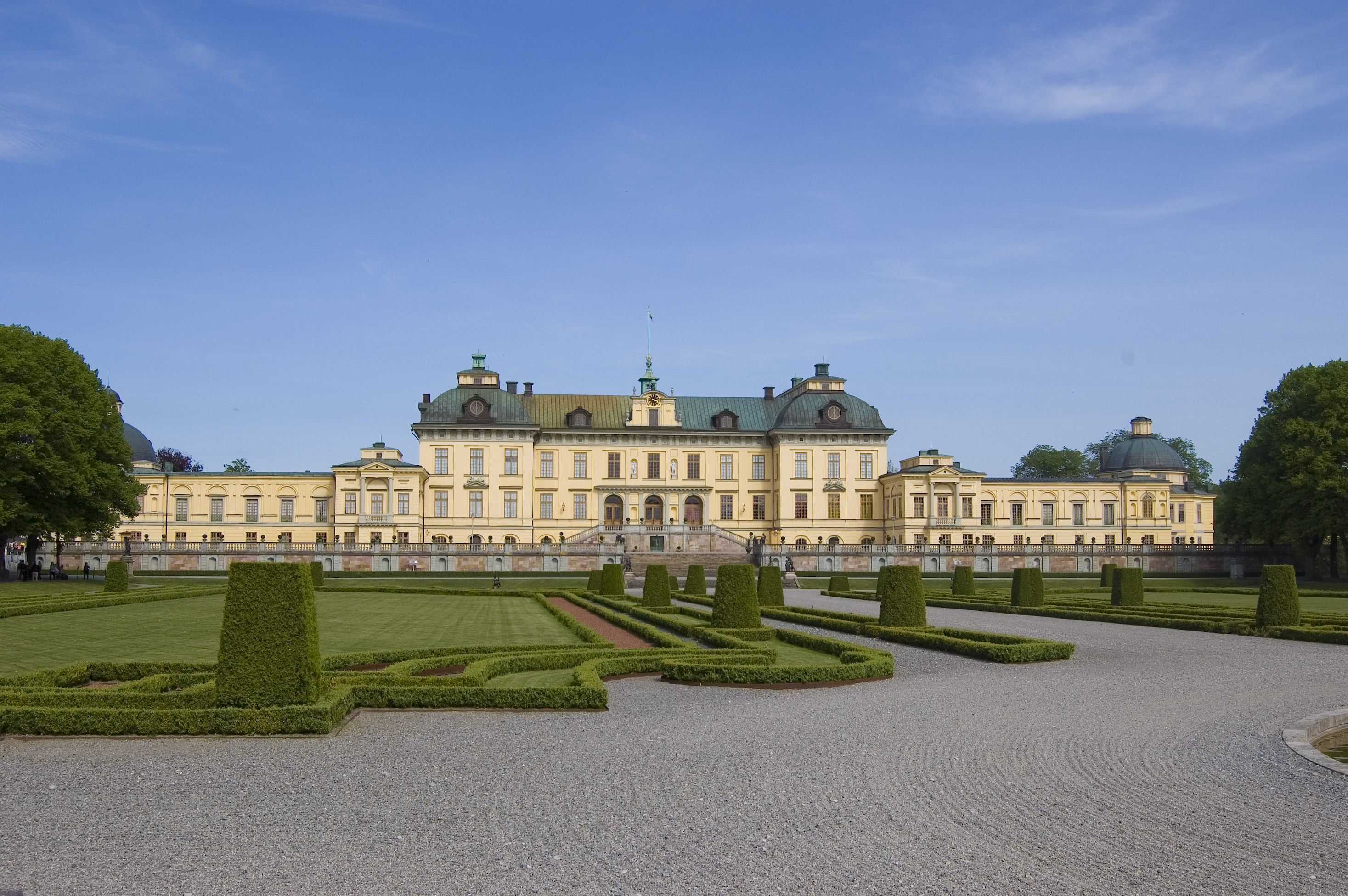
Palácio de Drottningholm
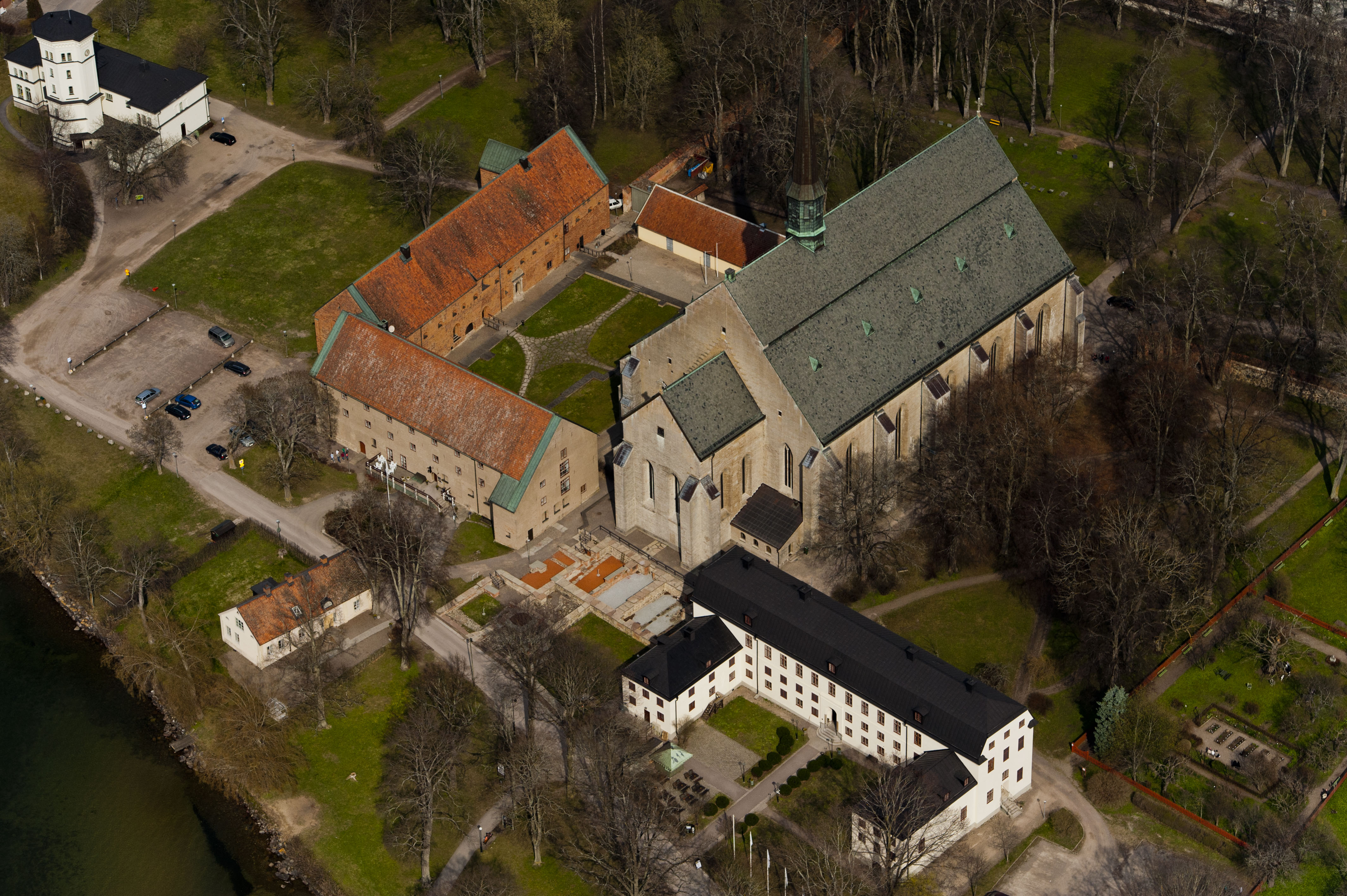
Abadia de Vadstena
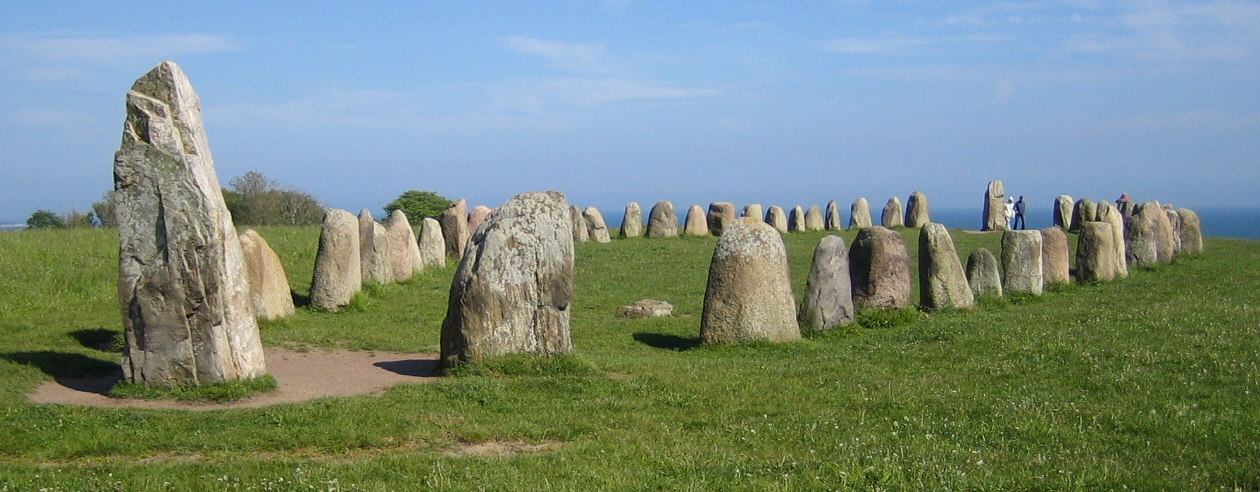
Pedras de Ale